# هانس سيغرس
هانس سيغرس (بالهولندية: Hans Segers)‏ (30 أكتوبر 1961 بآيندهوفن في هولندا - ) هو لاعب كرة قدم هولندي في مركز حراسة المرمى. لعب مع توتنهام هوتسبير ودونفرملين أثلتيك وستوك سيتي وشيفيلد يونايتد ونادي آيندهوفن ونوتينغهام فورست ووولفرهامبتون واندررز ونادي وكينغ ونادي ويمبلدون.